# Jerzy Grudziński
Jerzy Grudziński (ur. 6 lipca 1909, zm. 24 marca 1985) – polski dyplomata, konsul generalny w São Paulo (1949–1953), ambasador w Indiach (1954–1957) i Meksyku (1962–1966).

## Życiorys
Był konsulem generalnym w São Paulo (1949–1953), pierwszym ambasadorem Polskiej Rzeczypospolitej Ludowej w Indiach, akredytowany także w Nepalu (1954–1957). Był dyrektorem Protokołu Dyplomatycznego Ministerstwa Spraw Zagranicznych (ok. 1959). Od 1962 do 1966 pełnił funkcję ambasadora w Meksyku, akredytowanego także w Hondurasie, Kostaryce i Panamie.
Pochowany na cmentarzu parafialnym w Puszczykowie.